# Ярих
Йарих (Ярих) — в западносемитской мифологии — лунное божество, покровитель Иерихона.
В Угарите считался супругом богини луны Нингаль.
Брак Йариха и Нингаль (Никкаль) был призван обеспечить гармонию, возрождение месяца и плодородие.
Его отождествляют с ханаанейским и аморейским богом Амму и йеменским Амму.
Упоминается в Библии, в Плаче Иеремии.

## Этимология
Имя Ярих связано с аккадским словом Вархум/Варух, которое означает луну или месяц. Форма Йарах объясняется тем, что в северных западносемитских языках [w] перешло в [j].
В отличие от аккадского, в большинстве ханаанских языков есть различие между словами луна и месяц: для луны используется семитский корень ЙРХ (др.-евр. ירח‬), а для месяца корень ХДШ (ср. др.-евр. חדש‬) месяц/новолуние.